# Le Capitan (film, 1960)
Pour les articles homonymes, voir Le Capitan (homonymie).
 (août 2024).
Pour plus de détails, voir Fiche technique et Distribution.
Le Capitan est un film franco-italien réalisé par André Hunebelle et sorti en 1960, d’après le roman éponyme de Michel Zévaco (1907).
Le film débute alors que Louis XIII vient d'atteindre l'âge de la majorité, sa mère Marie de Médicis continuant de gouverner le royaume avec son favori Concino Concini, premier ministre, qui conspire pour éliminer le souverain et sème la terreur dans le pays. Une conjuration de grands seigneurs vise à chasser Concini et à remplacer le roi défaillant par le duc Charles d'Angoulême. Le chevalier François de Capestang, qui a par ailleurs été sauvé dans un combat par Gisèle d'Angoulême, est décidé à se battre pour faire triompher la justice et sauver la couronne de son roi, ainsi que la vie de Gisèle. Il part pour la capitale du Royaume de France, Paris, présenter les remontrances de la noblesse de sa propre province.

## Contexte
Au palais du Louvre à Paris, en 1616, Louis XIII a 15 ans, sa mère Marie de Médicis est régente du royaume depuis l'assassinat d'Henri IV. Elle a confié toutes les rênes du pouvoir à son favori Concino Concini, comme elle d’origine italienne, qu'elle a nommé premier ministre. Celui-ci contrôle les finances et la police et, encouragé par son ambitieuse épouse Leonora Galigaï, cherche à s'emparer du pouvoir, ne reculant devant aucun crime ni aucune trahison. Pour y parvenir, Concini favorise l'insécurité générale notamment dans les provinces du Sud-Ouest qui sont l'objet de pillages et d'attaques par des bandes armées à sa solde qui s'en prennent à la noblesse provinciale afin de l'affaiblir, laquelle ignorant totalement que Concini est responsable de cette situation.
Contre ces ambitions qu'ils jugent insensées, de grands seigneurs du royaume se sont unis. Les conjurés veulent rétablir l’ordre  en plaçant sur le trône le duc Charles d’Angoulême, fils de Charles IX, mais illégitime, donc exclu de la succession royale régulière.

## Synopsis
En Gascogne, le château de Teynac est en flamme. Le chevalier François de Tremazenc de Capestang, gentilhomme de petite noblesse mais de grande bravoure, se porte au secours de son ami le marquis de Teynac. Pendant la bataille le marquis est lâchement assassiné d'un coup de dague dans le dos par le chef des bandits, Rinaldo, l'homme de confiance de Concini. François de Capestang jure à l'assassin, qu'il ne connaît pas, qu'il vengera son ami, mais il est blessé d'un coup de pistolet. Au moment où un brigand s'apprête à le tuer, il est sauvé par une belle jeune femme brune qui abat le bandit. Elle soigne ensuite François, et celui-ci perd connaissance sans avoir eu de réponse à sa question : « Qui êtes-vous ? ». Quand il se réveille, à son grand étonnement, c'est une jolie blonde qui le soigne, Béatrice de Beaufort, cousine du marquis de Teynac. Guéri, François se rend au conseil de la province où les nobles se sont rassemblés autour du gouverneur pour envisager les actions à mener face à l'insécurité grandissante. François se propose de porter les doléances de la province au roi, car le parlement vient de le déclarer majeur et la régence de la reine-mère a pris fin. Mais le gouverneur ne peut le recommander qu'auprès de Concini.
François part pour Paris. En chemin, dans une petite ville, il assiste au spectacle d'un baladin, Cogolin. Celui-ci, s'apercevant qu'un voleur déleste François de sa bourse, s'arrange pour la lui rendre. Les brigands, furieux que Cogolin ait fait échouer leur coup, l'attaquent dans la campagne et le dépouillent. Il est sauvé peu après par François qui poursuit sa route. Cogolin devient l'ami et le confident de François et les deux hommes continuent ensemble leur route pour Paris. 
Dans une auberge où ils se reposent, François reconnait celle qui lui a sauvé la vie au château de Teynac ; il l'aborde, mais elle l'éconduit froidement. Elle quitte l'auberge tôt le lendemain ; François et Cogolin la suivent. Quand son carrosse est attaqué dans la forêt par les hommes de Rinaldo, François intervient et les met en fuite. Mais lorsque le combat cesse pour François, le carrosse est reparti, emportant la belle inconnue au loin.
Enfin François et son fidèle Cogolin arrivent à Paris et se dirigent vers l'hôtel particulier de Concini.
À ce moment, Concini promet à Béatrice de Beaufort de gracier son père et de le libérer si elle lui apporte d’autres renseignements. Puis il reçoit François pour lui dire qu’il est tout à fait au courant des activités des bandes armées qui s'attaquent à toutes les familles du royaume, mais surtout qu'il lui reproche d’avoir essayé d'empêcher l’arrestation de Gisèle d’Angoulême, qui finalement a été arrêtée peu après. Concini lui propose, pour racheter sa faute, d’entrer à son service comme espion. François refuse cette basse proposition faite à un Capestang, que le premier ministre appelle alors ironiquement « Capitan » ; François le traite alors de « Polichinelle » et Concini le met en garde contre ses insolences ; à la sortie de l’audience, François se trouve face à face avec la bande de Rinaldo, qu’il reconnaît alors ; il réussit à s'échapper, après un combat à dix contre un, en sautant à travers le vitrail d’une fenêtre du premier étage sur son cheval que lui a amené Cogolin.
François met au point une ruse pour permettre à Cogolin d'entrer au Louvre au service de Concini en tant que bouffon du roi et de récolter des informations utiles, notamment le lieu de détention de Gisèle. Cogolin, après avoir distrait la cour, réussit à charmer une servante de la reine-mère, Giuseppa et apprend que Gisèle est au  château de Clairefont.
François et Cogolin partent délivrer Gisèle d'Angoulême ; François réussit à escalader la muraille tandis que Cogolin mine le pont-levis du château pour empêcher toute poursuite. François atteint les geôles et délivre Gisèle. Ils la ramènent dans une maison forestière. François sauve alors le roi dont le cheval s'est emballé (drogué par un agent de Concini) et s'est jeté dans une rivière. Mis en garde au sujet des agissements de son premier ministre, Louis XIII commence à reprendre confiance, se sachant soutenu par son sauveur devenu son fidèle ami. Quand François revient à la maison forestière, Gisèle est partie, mais lui a laissé un signe de reconnaissance pour qu'il puisse la rejoindre.
François se rend au rendez-vous, mais tombe dans une réunion des conjurés ; il refuse de participer à une action contre le roi. Gisèle se porte garante qu'il ne les trahira pas et François peut quitter la réunion librement.
Concini passe de nouveau à l'attaque. Le roi échappe de justesse à un assassinat par empoisonnement. Cogolin est menacé par Concini, qui a compris qu'il est contre lui, et le fait torturer. Mais Giuseppina réussit à faire intervenir Louis XIII. Cogolin et elle partent rejoindre François. 
Le prochain rendez-vous des partisans d'Angoulême au château de Saint-Leu est trahi par Béatrice de Beaufort, mais celle-ci ayant appris que son père était mort sous la torture, se précipite pour avertir Capestang du danger imminent que court Gisèle. 
À Saint-Leu, Capestang arrive à temps prévenir les conjurés de l'arrivée des sbires de Concini. La bataille s'engage. Pour protéger Gisèle, Béatrice reçoit une dague dans le corps ; Rinaldo est tué par Capestang après un long duel plein de rebondissements. Au moment où les conjurés sont sur le point de succomber, le roi arrive à la tête de ses soldats, prévenu préalablement par Cogolin. Le roi annonce la mort de Concini. Gisèle lui sauve alors la vie, menacée par un des hommes de Rinaldo. Cet acte prouve au roi la loyauté de la fille du duc d’Angoulême. Celui-ci reconnaît à son tour que malgré sa jeunesse le roi vient de se révéler un grand roi et déclare : « Messieurs Concini est mort, vive le roi ! » La réconciliation entre les Valois  et les Bourbons est possible pour assurer l’unité du royaume, tandis que Capestang alias Le Capitan épousera Gisèle et que Cogolin aura enfin le temps de parler d’amour à sa bien-aimée.

## Fiche technique
- Titre original : Le Capitan
- Réalisation : André Hunebelle
- Assistants : Henri Toulout, Jean-Pierre Desagnat, Sigmund Graa
- Scénario : Jean Halain, André Hunebelle et Pierre Foucaud, d'après le roman éponyme de Michel Zévaco
- Dialogues : Jean Halain
- Décors : Georges Lévy, assisté de Pierre Guffroy et Jean Taillandier
- Création et directrice des costumes : Mireille Leydet
- Costumier : Frédéric Junker  -  exécutés par Marie Gromtseef
- Photographie : Marcel Grignon, assisté de Charles-Henri Montel (opérateur), André Delille et André Marquette
- Chef Électricien : Marcel Policard
- Son : René-Christian Forget, assisté de Maurice Dagonneau et Guy Salagnac
- Montage : Jean Feyte, assisté de Colette Lambert
- Musique : Jean Marion, (éditions : Hortensia)
- Chorégraphie : Jean Guelis
- Maquillage : Alexandre Marcus, assisté de Eliane Marcus et Blanche Picot
- Coiffeur : Charlotte Lefèvre
- Chef perruquier : Jules Chanteau
- Maître d'armes : Claude Carliez, assisté de Raoul Billerey
- Conseiller technique équestre : François Nadal, assisté de Rico Lopez
- Affiche : Yves Thos
- Production : André Hunebelle, Marcello Danon
- Production déléguée : Paul Cadéac, Pierre Cabaud, René Bézard
- Sociétés de production : 
  -  Production Artistique et Cinématographique, Pathé Films
  -  DA. MA Cinematografica
- Société de distribution : Pathé Consortium Cinéma
- Tournage à Franstudio
- Laboratoire G.T.C de Joinville ; Enregistrement Poste Parisien
- Pays d’origine :  France,  Italie
- Langue originale : français
- Format : couleur (Eastmancolor) — 35 mm — 2,35:1 (Dyaliscope) —  son Mono
- Genre : film de cape et d'épée
- Durée : 101 minutes
- Date de sortie :
  - France : 5 octobre 1960
- Visa d'exploitation : 23.468

## Distribution
- Jean Marais : François de Cremazingue de Capestang alias Le Capitan
- Bourvil : Cogolin
- Elsa Martinelli  (V.F. : Claire Guibert) : Gisèle d'Angoulême
- Pierrette Bruno : Giuseppa
- Arnoldo Foà : Maréchal d'Ancre, Concino Concini
- Jacqueline Porel : Léonora Galigaï
- Lise Delamare : Marie de Médicis
- Christian Fourcade : Louis XIII
- Hubert Noël : le narrateur (non crédité)
- Annie Anderson : Béatrice de Beaufort
- Guy Delorme : Rinaldo
- Jean-Paul Coquelin : Monsieur de Vitry
- Raphaël Patorni : le duc Charles d'Angoulême
- Robert Porte : le duc de Rohan
- Jean Berger : Luynes
- Piéral : Lorenzo, le nain alchimiste
- Blancheur
- Alain Janey : le laquais de Gisèle
- Françoise Deldick : La servante de La Pomme d'Or
- Thomass : Le bourreau
- Benoîte Lab : la femme de l'aubergiste de La Pomme d'Or
- Marcel Pérès : l'aubergiste de La Pomme d'Or
- Jean-Michel Rouzières : un gentilhomme de la Province
- Le chien Boby (dressé par Malta et Fernando) : Fripon
- Edmond Beauchamp : le gouverneur de la Province
- Dominique Paturel : un gentilhomme de la Province (non crédité)
- Georges Adet : un gentilhomme de la Province (non crédité)
- Raoul Billerey : un homme de Concini (non crédité)
- René Roussel : un gentilhomme (non crédité)
- Henri Coutet : le laquais de Gisèle (non crédité)
- Paul Préboist : un coupe-bourses (non crédité)
- Jacques Préboist : un coupe-bourses (non crédité)
- Louis Bugette : le porte-clefs (non crédité)
- Bernard Musson : le garde de Concini qui boit le verre de vin empoisonné destiné au jeune roi (non crédité)
- Henri Poirier : le soldat du château (non crédité)
- Marcel Policard : un hallebardier
- Elisabeth Fanty (non créditée)
- Pierre Durou (non crédité)
- Georges Montant (non crédité)
- André Bonnardel (non crédité)
- Johnny Mary (non crédité)
- Edmond Tamiz (non crédité)

## Du fait historique à la fiction
De fait, si le film est une pure fantaisie, le cadre de l’arrière-plan est fidèle à la réalité historique. Le récit associe la Grande Histoire (celle sous le règne débutant de Louis XIII) à la petite histoire c’est-à-dire à celle imaginée par les scénaristes de la fiction.
Dès le générique d’ouverture, nous apprenons que l’action se déroule six ans après l’assassinat d’Henri IV, en 1616 quand Marie de Médicis, mère du futur Louis XIII, trahit la noblesse du royaume, après avoir nommé son conseiller Concini premier ministre pour mener une nouvelle politique qui se révèle néfaste au pays. À la suite de graves troubles éclatant dans le Royaume (religieux, nobiliaires, sociaux), Louis XIII , ayant pris peur que Concini ne le remplace, fait un coup d'État, ordonne au baron de Vitry sa mort[pas clair] et, pour mettre fin à la régence, exile sa propre mère à Blois. Louis XIII remerciant les meurtriers s’écrit : « Grand merci à vous, à cette heure, je suis roi ! »
À cette Grande Histoire décrite dans les livres vient s’incruster la petite histoire purement imaginaire dans laquelle un noble d’origine modeste nommé François de Capestang dit le Capitan, loyal au roi, se dresse contre l’infâme conspirateur Concini, tout en sauvant de l’emprisonnement la fière Gisèle d’Angoulême, fille imaginaire du duc Charles d’Angoulême, personnage qui a réellement existé, et dont ses partisans organisent une conjuration contre Concini afin de mettre le duc sur le trône à la place du jeune et faible roi Louis XIII, âgé de 15 ans.

## À propos de la séquence dite «du poignard cassé»[7],[8]

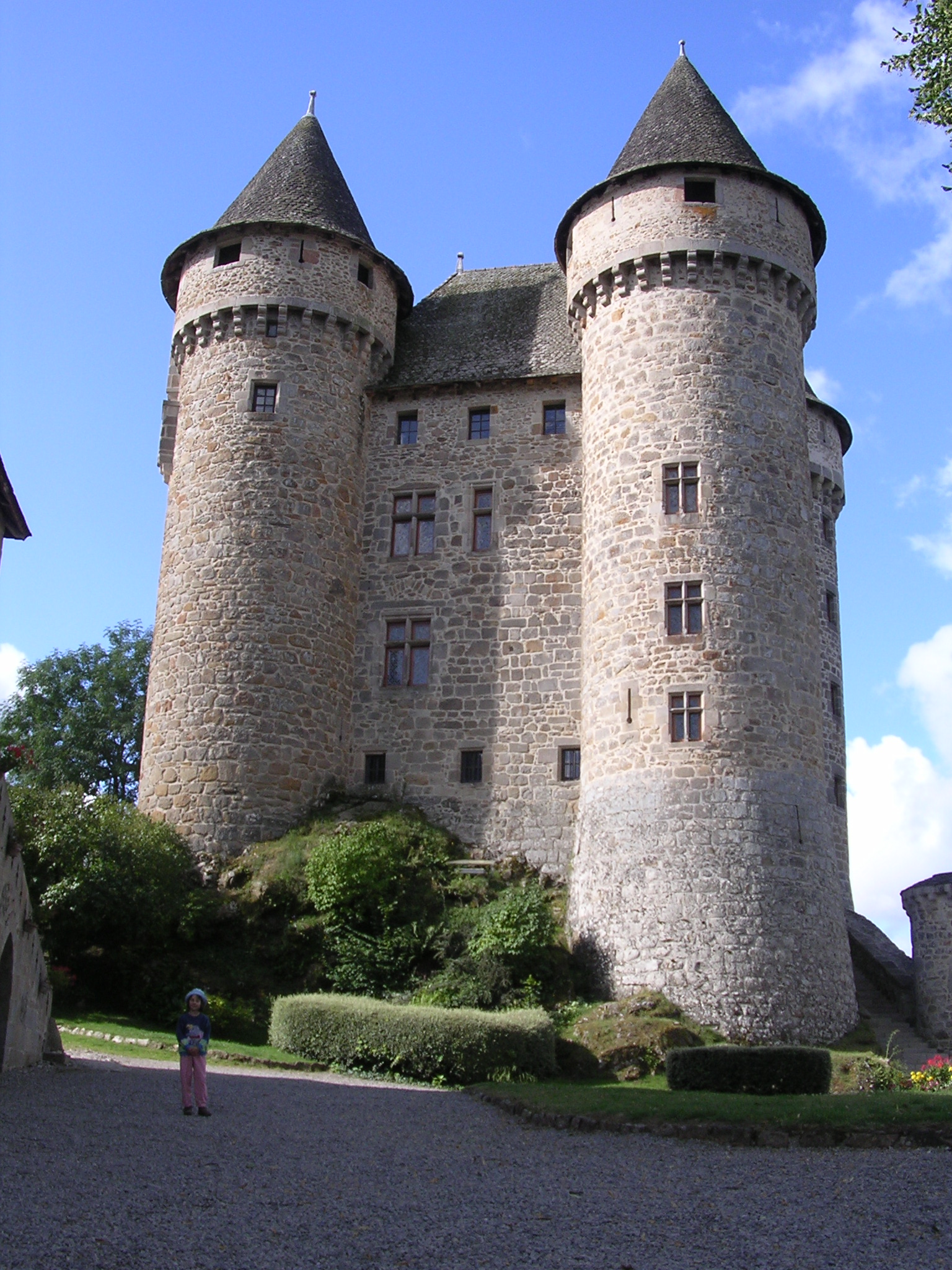

Au cours du récit, Capestang devait sauver la belle Gisèle d’Angoulême emprisonnée dans le château fort de Clairefont (en réalité le château de Val à Lanobre, non loin de Mauriac dans le département du Cantal). Pour cela le seul moyen était d’escalader les hauts murs vertigineux pour pénétrer à l’intérieur.
L'ascension était si dangereuse que les assurances refusèrent de couvrir le risque. Pour réaliser cette performance, l’acteur Jean Marais refusa comme toujours d’être doublé pour renforcer l’authenticité de l’action et par souci de loyauté envers son public. Après avoir suivi, comme à l'accoutumée, à la lettre l'explication des gestes à accomplir donnée par les conseils techniques des professionnels de l’escalade, comme l'alpiniste Pierre Kohlmann, il ne voulut pas répéter la scène, exigeant de la faire  « en direct ».
Sous l’œil inquiet du réalisateur André Hunebelle et de ses assistants, l’escalade de la muraille se fit en deux temps. Dans la première partie, s’aidant de poignards qu’il devait glisser, successivement dans les interstices des pierres, Jean Marais grimpa les six premiers mètres, sans problème en enfonçant ses poignards l’un après l’autre quand, soudain, l’un d’eux se brisa net. Avec une grande souplesse, Jean Marais sut tomber sans se blesser et souriant, reprit l’ascension jusqu’à une sorte de plateforme à quinze mètres de haut sur laquelle, après un rétablissement, il put se tenir debout pour entreprendre la deuxième partie de l’escalade. De là, il lança une corde avec un crampon pour l’accrocher à une petite ouverture située sur une autre paroi du château. La corde une fois arrimée, il s’élança dans le vide et à mains nues grimpa pour atteindre ladite ouverture par laquelle il entra dans la forteresse. Pari gagné  !
Depuis, les propriétaires du château de Val ont inscrit, pour les visiteurs, sur un écriteau placé à l'intérieur de cette ouverture : « Fenêtre par laquelle Jean Marais est monté lors du tournage du film « Le Capitan » en 1960 ». 
Autre scène de cascade.  
Marais se balance d'un bout à l'autre d'une longue salle d'armes suspendu à un lustre en forme de roue de carrosse puis prenant son élan dans les airs, il passe au travers d'un haut vitrail (en fait du sucre cristallisé), pour atterrir sur le dos de Sultan, son cheval, qui démarre au galop. La même scène qu'il joua dans Ruy Blas en 1948.
Pourquoi prendre de tels risques ? C’est Marais lui-même qui répondit le mieux à cette question : « J’aime les prouesses. Pour le plaisir, la sensation physique. J’estime qu’un homme est fait pour se surpasser. Comment dire ? Je hais la monotonie J’aurais eu horreur, après les rôles aussi merveilleux que ceux que j’ai eus dans les films de Cocteau, de m’enfermer dans la fausse jeunesse d’un jeune premier prolongé. Brouiller ses propres pistes, s’éveiller à l’imprévu, à l’insolite de soi-même, c’est le secret de la jeunesse. Cocteau m’a enseigné cela. »

## Lieux de tournage
Le film a été tourné dans les départements de , :
- Dordogne :
  - La première scène du film qui se déroule au château du marquis de Teynac a été tournée au château de Biron en .
  - La scène où l'on voit pour la première fois Cogolin sur une place de village a été tournée sur la place des Cornières à Monpazier
  - La scène de l’attaque de Cogolin par des bandits a été tournée sur un petit chemin jouxtant la D50 au lieu-dit "Le Petit Pouget" à Veyrines-de-Domme
  - Château de Hautefort
  - Château de Beynac
- Seine-et-Marne :
  - La scène ou Capestang et Cogolin sont attablés et voient arriver Gisèle d’Angoulême a été tournée à Coulommiers (angle rue des Templiers et avenue Foch)
  - Plusieurs scènes ont été tournées à l’intérieur du château de Fontainebleau (dont le grand escalier, le grand couloir, l’arrivée de nuit dans la cour ovale de la calèche de Concini, le grand bal, la salle d’audience du roi, la galerie des cerfs)
- Côte d’Or :
  - Le cheval effrayé du roi Louis XIII tombe des hauteurs rocheuses de la rivière Serein  dans laquelle plonge François de Capestang pour sauver son roi.
- Yonne
  - Avallon église Saint-Lazare
- Cantal
  - Le château de Clairefont où est emprisonnée Gisèle d’Angoulême est en réalité le château de Val
- Oise
  - Le château de Saint-Leu, lieu de la bataille finale, est en réalité le château de Pierrefonds dans la forêt de Compiègne
- Val-de-Marne
  - Studios Franstudio de Saint-Maurice

## Le baladin
On ne change pas une équipe qui gagne ! Avec raison Hunebelle reprend en 1960 le même tandem Marais-Bourvil rassemblé dans Le Bossu l’année précédente. Car que serait Le Capitan sans la présence de l’incontournable Bourvil ! Sous l’amusant costume du baladin Cogolin, l’acteur apporte avec ce personnage de benêt l’indispensable touche d’humour et de poésie nécessaire aux aventures chevaleresques de Capestang. Grâce aux farces de Bourvil et à ses petites chansonnettes, le spectacle est total.
Bourvil interprète avec charme et tendresse deux chansons :
- Baladin de Jean Halain et Jean Marion ;
- Pour se parler d’amour de Jean Halain, Pierrette Bruno et Jean Marion.

## Autour du film
- Une autre adaptation du Capitan a été précédemment réalisée en 1946 par Robert Vernay avec entre autres Pierre Renoir, Jean Tissier, Lise Delamare,  Sophie Desmarets et Serge Emrich (Louis XIII).
- Parmi les titres utilisés pour l'exploitation en anglais figure Captain Blood, homonyme du Captain Blood de Michael Curtiz avec Errol Flynn en 1935.
- Des extraits du film sont repris dans Le Coup du parapluie.
- Une bande dessinée tirée du film est parue dans Pilote (no 37 à 49) en 1960, adaptée par Georges Fontenelle et dessinée par Pascal.

Le film est vu par 4,8 millions de spectateurs et entre à la 4e place du Box-office France 1960.